# Slag bij Varaville
De Slag bij Varaville vond plaats in 1057 en werd gevochten tussen de Franse koning Hendrik I en zijn vazal de hertog van Normandië.

## Achtergrond
In 1054 had koning Hendrik I van Frankrijk reeds een slag verloren tegen Willem de Veroveraar, de Slag bij Mortemer. Intussen had de kinderloze graaf Herbert II van Maine zijn graafschap toegewezen aan Willem de Veroveraar, dit tot groot ongenoegen van Godfried II van Anjou, die in 1057 Le Mans veroverde. Uit op revanche sloot Hendrik I zich aan bij Godfried. Willem had geen zin in een confrontatie.

## Slag
Willem liet het Franse leger doordringen in het Hertogdom Normandië tot het aan de monding kwam van de rivier de Dives. Toen het Franse leger de rivier overstak kwam het tij op, waardoor het leger in tweeën splitste. William greep de kans en viel de helft van het binnenvallende leger aan die nog niet was overgestoken. Latere rapporten van kroniekschrijvers maakten van de strijd een bloedbad, maar schrijvers uit die tijd noteerden dit niet. 

## Vervolg
Het Franse leger trok zich terug en viel Normandië in de regeerperiode van Willem de Veroveraar niet meer aan. Na de dood van Herbert II van Maine in 1062 veroverde Willem zijn graafschap.